# Zygocanna planatus
Zygocanna planatus is een hydroïdpoliepensoort uit de familie van de Aequoreidae. De wetenschappelijke naam van de soort is voor het eerst geldig gepubliceerd in 2011 door Xu, Huang & Wang.